# US Indoors
Lo US Indoors, conosciuto formalmente anche come U.S. Indoor Championships è stato un torneo femminile di tennis che si è disputato in varie località degli USA e su varie superfici.

## Località
- 1971: Detroit
- 1973: Boston
- 1974: New York
- 1975: Charlotte
- 1976: Atlanta
- 1978-81: Minneapolis
- 1982: Filadelfia
- 1983: Hartford
- 1984: Livingston
- 1985-86: Princeton
- 1987: Piscataway Township
- 2001: Oklahoma City

## Albo d'oro

### Singolare
| Anno       | Campionessa                     | Finalista                       | Punteggio        |
| ---------- | ------------------------------- | ------------------------------- | ---------------- |
| 1907       | Elisabeth Moore                 | Marie Wagner 1/2                | 6–2, 4–6, 6–2    |
| 1908       | Marie Wagner 1/6                | Mrs. Frederick G. Schmitz 1/3   | 6–3, 6–2         |
| 1909       | Marie Wagner 2/6                | Elisabeth Moore                 | 6–0, 12–14, 6–0  |
| 1910       | Mrs. Frederick G. Schmitz       | Erna Marcus                     | 3–6, 8–6, 6–3    |
| 1911       | Marie Wagner 3/6                | Mrs. Frederick G. Schmitz 2/3   | 6–4, 7–9, 6–4    |
| 1912       | Non disputato                   | Non disputato                   | Non disputato    |
| 1913       | Marie Wagner 4/6                | Mrs. Charles N. Beard 1/2       | 6–1, 6–1         |
| 1914       | Marie Wagner 5/6                | Mrs. Charles N. Beard 2/2       | 6–1, 2–6, 6–2    |
| 1915       | Molla Bjurstedt Mallory 1/5     | Marie Wagner 2/2                | 6–4, 6–4         |
| 1916       | Molla Bjurstedt Mallory 2/5     | Mrs. Frederick G. Schmitz 3/3   | 6–2, 6–1         |
| 1917       | Marie Wagner 6/6                | Eleanor Goss 1/2                | 6–3, 6–1         |
| 1918       | Molla Bjurstedt Mallory 3/5     | Eleanor Goss 2/2                | 3–6, 6–1, 6–4    |
| 1919       | Hazel Hotchkiss Wightman 1/2    | Marion Zinderstein Jessup 1/3   | 2–6, 6–1, 6–4    |
| 1920       | Helena Pollak Falk              | Edith Sigourney                 | 8–6, 6–2         |
| 1921       | Molla Bjurstedt Mallory 4/5     | Mrs. B.E. Cole, 2nd             | 6–0, 6–2         |
| 1922       | Molla Bjurstedt Mallory 5/5     | Leslie Bancroft 1/2             | 7–5, 6–1         |
| 1923       | Mrs. B.E. Cole, 2nd             | Leslie Bancroft 2/2             | 8–6, 6–2         |
| 1924       | Marion Zinderstein Jessup 1/2   | Lillian Scharman Hester         | 6–2, 6–3         |
| 1925       | Marion Zinderstein Jessup 2/2   | Anna Fuller Hubbard 1/3         | 6–3, 7–5         |
| 1926       | Elizabeth Ryan                  | Marion Zinderstein Jessup 2/3   | 1–6, 6–2, 6–3    |
| 1927       | Hazel Hotchkiss Wightman 2/2    | Margaret Blake                  | 6–0, 2–6, 6–3    |
| 1928       | Edith Sigourney                 | Anna Fuller Hubbard 2/3         | 4–6, 6–3, 6–1    |
| 1929       | Margaret Blake                  | Anna Fuller Hubbard 3/3         | 6–3, 6–3         |
| 1930       | Mianne Palfrey Hill             | Marion Zinderstein Jessup 3/3   | 7–5, 6–2         |
| 1931       | Marjorie Sachs Pickhardt Wilson | Sarah Palfrey Cooke             | 6–3, 9–7         |
| 1932       | Marjorie Morrill                | Marjorie Sachs Pickhardt Wilson | 3–6, 6–2, 6–2    |
| 1933       | Dorrance Chase                  | Helen Germaine                  | 6–3, 6–2         |
| 1934       | Norma Taubele Barber            | Helen Rihbany 1/3               | 6–4, 6–1         |
| 1935       | Jane Sharp                      | Helen Pedersen Rihbany 2/3      | 11–9, 6–1        |
| 1936       | Marjorie Gladman Van Ryn        | Norma Taubele Barber            | 6–4, 6–3         |
| 1937       | Sylvia Henrotin                 | Millicent Hirsch Lang           | 10–8, 0–6, 6–2   |
| 1938       | Virginia Hollinger              | Katherine Winthrop McKean 1/3   | 6–1, 2–6, 6–3    |
| 1939       | Pauline Betz Addie 1/4          | Helen Bernhard                  | 7–5, 4–6, 6–1    |
| 1940       | Sarah Palfrey Cooke             | Pauline Betz Addie              | 6–4, 1–6, 7–5    |
| 1941       | Pauline Betz Addie 2/4          | Dorothy Bundy Cheney            | 6–1, 10–12, 6–2  |
| 1942       | Patricia Canning Todd 1/2       | Hope Knowles                    | 8–6, 1–6, 6–2    |
| 1943       | Pauline Betz Addie 3/4          | Katherine Winthrop McKean 2/3   | 6–4, 6–1         |
| 1944       | Katherine Winthrop McKean       | Helen Pedersen Rihbany 3/3      | 6–0, 7–5         |
| 1945       | Helen Pedersen Rihbany 1/2      | Katherine Winthrop McKean 3/3   | 4–6, 6–2, 6–3    |
| 1946       | Helen Pedersen Rihbany 2/2      | Katharine Hubbell 1/2           | 7–5, 6–4         |
| 1947       | Pauline Betz Addie 4/4          | Doris Hart 1/2                  | 6–2, 7–5         |
| 1948       | Patricia Canning Todd 2/2       | Doris Hart 2/2                  | 3–6, 6–3, 6–2    |
| 1949       | Gertrude Moran                  | Nancy Chaffee Kiner             | 6–2, 6–3         |
| 1950       | Nancy Chaffee Kiner 1/3         | Althea Gibson                   | 6–0, 6–2         |
| 1951       | Nancy Chaffee Kiner 2/3         | Beverly Baker Fleitz            | 6–4, 6–4         |
| 1952       | Nancy Chaffee Kiner 3/3         | Patricia Canning Todd           | 6–1, 6–0         |
| 1953       | Thelma Coyne Long               | Barbara Scofield Davidson       | 5–7, 6–0, 9–7    |
| 1954       | Dorothy Watman Levine 1/2       | Lois Felix 1/4                  | 6–1, 6–1         |
| 1955       | Katharine Hubbell               | Mildred Thornton                | 8–6, 9–7         |
| 1956       | Lois Felix 1/2                  | June Stack                      | 9–7, 9–7         |
| 1957       | Dorothy Watman Levine 2/2       | Lois Felix 2/4                  | 6–1, 6–1         |
| 1958       | Nancy O'Connell                 | Bonnie Mencher                  | 6–8, 6–3, 6–1    |
| 1959       | Lois Felix 2/2                  | Carole Wright 1/2               | 6–2, 8–6         |
| 1960       | Carole Wright 1/2               | Lois Felix 3/4                  | 6–1, 6–2         |
| 1961       | Janet Hopps Adkisson            | Katharine Hubbell 2/2           | 6–0, 7–5         |
| 1962       | Carole Wright 2/2               | Lois Felix 4/4                  | 6–4, 3–6, 6–3    |
| 1963       | Carol Hanks Aucamp              | Mary Ann Eisel Curtis 1/2       | 6–2, 6–2         |
| 1964       | Mary Ann Eisel Curtis 1/3       | Carole Wright 2/2               | 6–3, 6–4         |
| 1965       | Nancy Richey Gunter             | Carol Hanks Aucamp              | 6–3, 6–2         |
| 1966       | Billie Jean King 1/5            | Mary Ann Eisel Curtis 2/2       | 6–0, 6–2         |
| 1967       | Billie Jean King 2/5            | Trudy Groenman Walhof           | 6–1, 6–0         |
| 1968       | Billie Jean King 3/5            | Rosemary Casals 1/2             | 6–3, 9–7         |
| 1969       | Mary Ann Eisel Curtis 2/3       | Stephanie DeFina                | 6–3, 4–6, 6–2    |
| 1970       | Mary Ann Eisel Curtis 3/3       | Patti Hogan Fordyce             | 0–6, 6–3, 6–4    |
| 1971       | Billie Jean King 4/5            | Rosemary Casals 2/2             | 3–6, 6–1, 6–2    |
| 1972       | Virginia Wade                   | Françoise Dürr                  | 6-3, 7-5         |
| 1973       | Evonne Goolagong Cawley 1/2     | Virginia Wade 1/2               | 6–4, 6–4         |
| 1974       | Billie Jean King 5/5            | Chris Evert 1/2                 | 6–3, 3–6, 6–2    |
| 1975       | Martina Navrátilová 1/4         | Evonne Goolagong Cawley         | 4–6, 6–2, 7–5    |
| 1976       | Virginia Wade                   | Betty Stöve                     | 5–7, 7–5, 7–5    |
| 1977       | Martina Navrátilová             | Sue Barker                      | 6-0, 6-1         |
| 1978       | Chris Evert                     | Virginia Wade 2/2               | 6–7, 6–2, 6–4    |
| 1979       | Evonne Goolagong Cawley 2/2     | Dianne Fromholtz Balestrat 1/2  | 6–3, 6–4         |
| 1980       | Tracy Austin                    | Dianne Fromholtz Balestrat 2/2  | 6–1, 2–6, 6–2    |
| 1981       | Martina Navrátilová 2/4         | Tracy Austin                    | 6–0, 6–2         |
| 1982       | Barbara Potter                  | Pam Shriver                     | 6–4, 6–2         |
| 1983       | Kim Jones Shaefer               | Sylvia Hanika                   | 6–4, 6–3         |
| 1984       | Martina Navrátilová 3/4         | Chris Evert 2/2                 | 6–2, 7–6(4)      |
| 1985       | Hana Mandlíková                 | Catarina Lindqvist              | 6–3, 7–5         |
| 1986       | Martina Navrátilová 4/4         | Helena Suková                   | 3–6, 6–0, 7–6(5) |
| 1987       | Helena Suková                   | Lori McNeil                     | 6–0, 6–3         |
| 1988- 2000 | Non disputato                   | Non disputato                   | Non disputato    |
| 2001       | Monica Seles                    | Jennifer Capriati               | 6–3, 5–7, 6–2    |

### Doppio
| Anno       | Campionesse                                                 | Finalista                                                   | Punteggio       |
| ---------- | ----------------------------------------------------------- | ----------------------------------------------------------- | --------------- |
| 1908       | Helen Pough Elisabeth Moore 1/2                             | Mrs. A.H. McCarty M. Johnson                                | 13–11, 6–3      |
| 1909       | Erna Marcus Elisabeth Moore 2/2                             | Marie Wagner Louise Hammond                                 | 3–6, 6–4, 12–10 |
| 1910       | Marie Wagner 1/4 Clara Kutroff 1/2                          | Erna Marcus 1/2 Elisabeth Moore                             | 6–2, 5–7, 6–3   |
| 1911       | Elizabeth Bunce Barbara Fleming                             | Mrs. Frederick G. Schmitz 1/3 Erna Marcus 2/2               | 6–4, 8–6        |
| 1912       | Non disputato                                               | Non disputato                                               | Non disputato   |
| 1913       | Marie Wagner 2/4 Clara Kutroff 2/2                          | May Fish Alice Fish                                         | 10–8, 6–2       |
| 1914       | Mrs. Spencer Fullerton Weaver 1/3 Clare Cassel              | Mrs. Frederick G. Schmitz 2/3 Helen Homans McLean           | 4–6, 6–2, 6–4   |
| 1915       | Mrs. Spencer Fullerton Weaver 2/3 Helen Homans McLean       | Molla Bjurstedt Mallory 1/3 Florence Ballin                 | 3–6, 8–6, 6–2   |
| 1916       | Marie Wagner 3/4 Molla Bjurstedt Mallory                    | Mrs. Frederick G. Schmitz 3/3 Mrs. Spencer Fullerton Weaver | 6–2, 6–3        |
| 1917       | Marie Wagner 4/4 Margaret Taylor                            | Mrs. John Anderson Edith Howe                               | 6–4, 6–4        |
| 1918       | Mrs. Spencer Fullerton Weaver 3/3 Eleanor Goss              | Mrs. Homer Stuart Green Caroma Winn 1/2                     | 6–3, 11–9       |
| 1919       | Hazel Hotchkiss Wightman 1/10 Marion Zinderstein Jessup 1/5 | Mrs. Albert Humphreys Bessie Holden                         | 6–1, 6–1        |
| 1920       | Mrs. Louis G. Morris Helene Pollak Falk                     | Gertrude Della Torre Caroma Winn 2/2                        | 6–3, 6–4        |
| 1921       | Hazel Hotchkiss Wightman 2/10 Marion Zinderstein Jessup 2/5 | Molla Bjurstedt Mallory 2/3 Mrs. Louis G. Morris 1/3        | 6–2, 7–5        |
| 1922       | Mrs. Frank Godfrey 1/2 Marion Zinderstein Jessup 3/5        | Molla Bjurstedt Mallory 3/3 Mrs. Louis G. Morris 2/3        | 6–4, 6–3        |
| 1923       | Mrs. Frank Godfrey 2/2 Mrs. B.E. Cole 2nd                   | Hazel Hotchkiss Wightman 1/5 Leslie Bancroft                | 6–4, 6–2        |
| 1924       | Hazel Hotchkiss Wightman 3/10 Marion Zinderstein Jessup 4/5 | Lillian Scharman Hester 1/2 Mrs. Louis G. Morris 3/3        | 6–1, 6–1        |
| 1925       | Mrs. Ellis Endicott Betty Corbiere                          | Katherine Gardner Martha Bayard                             | 8–6, 6–4        |
| 1926       | Elizabeth Ryan Mary Browne                                  | Hazel Hotchkiss Wightman 2/5 Marion Zinderstein Jessup      | 6–1, 6–3        |
| 1927       | Hazel Hotchkiss Wightman 4/10 Marion Zinderstein Jessup 5/5 | Margaret Blake 1/3 Edith Sigourney 1/3                      | 8–6, 1–6, 6–3   |
| 1928       | Hazel Hotchkiss Wightman 5/10 Sarah Palfrey Cooke 1/5       | Mrs. J.L. Bremer Ruth Shedden                               | 6–2, 6–0        |
| 1929       | Hazel Hotchkiss Wightman 6/10 Sarah Palfrey Cooke 2/5       | Margaret Blake 2/3 Anna Fuller Hubbard 1/2                  | 6–2, 6–2        |
| 1930       | Hazel Hotchkiss Wightman 7/10 Sarah Palfrey Cooke 3/5       | Edith Sigourney 2/3 Marjorie Morrill                        | 6–3, 6–2        |
| 1931       | Hazel Hotchkiss Wightman 8/10 Sarah Palfrey Cooke 4/5       | Margaret Blake 3/3 Anna Fuller Hubbard 2/2                  | 9–7, 6–0        |
| 1932       | Marjorie Morrill Marjorie Gladman Van Ryn                   | Hazel Hotchkiss Wightman 3/5 Sarah Palfrey Cooke            | 6–3, 6–0        |
| 1933       | Hazel Hotchkiss Wightman 9/10 Sarah Palfrey Cooke 5/5       | Mianne Palfrey Hill Virginia Rice Johnson                   | 6–0, 6–3        |
| 1934       | Norma Taubele Barber 1/3 Jane Sharp                         | Mrs. Henry Brunie Lillian Scharman Hester 2/2               | 6–3, 6–2        |
| 1935       | Dorothy Andrus Burke 1/3 Sylvia Henrotin 1/3                | Norma Taubele Barber 1/5 Jane Sharp                         | 7–5, 6–4        |
| 1936       | Dorothy Andrus Burke 2/3 Sylvia Henrotin 2/3                | Norma Taubele Barber 2/5 Florence Leboutillier 1/2          | 6–4, 9–7        |
| 1937       | Dorothy Andrus Burke 3/3 Sylvia Henrotin 3/3                | Norma Taubele Barber 3/5 Florence Leboutillier 2/2          | 6–4, 7–5        |
| 1938       | Virginia Rice Johnson 1/4 Katherine Winthrop McKean 1/4     | Norma Taubele Barber 4/5 Grace Surber                       | 4–6, 6–4, 6–4   |
| 1939       | Norma Taubele Barber 2/3 Grace Surber                       | Jean Wright Josephine Sanfilippo                            | 6–1, 6–2        |
| 1940       | Norma Taubele Barber 3/3 Gracyn Wheeler Kelleher            | Louise Raymond Ganzenmuller 1/2 Patricia Cumming Stuhler    | 7–5, 6–4        |
| 1941       | Pauline Betz Addie 1/2 Dorothy Bundy Cheney                 | Hazel Hotchkiss Wightman 4/5 Katherine Winthrop McKean 1/2  | 6–4, 6–3        |
| 1942       | Virginia Rice Johnson 2/4 Katherine Winthrop McKean 2/4     | Mrs. Philip Theopold Virginia Ellis                         | 6–2, 6–0        |
| 1943       | Pauline Betz Addie 2/2 Hazel Hotchkiss Wightman 10/10       | Judy Atterbury Lillian Lopaus                               | 7–5, 6–1        |
| 1944       | Virginia Rice Johnson 3/4 Katherine Winthrop McKean 3/4     | Norma Taubele Barber 5/5 Mary Jane Donnalley                | 3–6, 8–6, 6–0   |
| 1945       | Virginia Rice Johnson 4/4 Katherine Winthrop McKean 4/4     | Helen Rihbany 1/4 Betty Grimes Stokum                       | 6–4, 7–5        |
| 1946       | Ruth Carter Helen Pedersen Rihbany                          | Hazel Hotchkiss Wightman 5/5 Edith Sigourney 3/3            | unknown         |
| 1947       | Doris Hart 1/2 Barbara Scofield Davidson 1/3                | Helen Pedersen Rihbany 2/4 Katherine Winthrop McKean 2/2    | 6–1, 6–1        |
| 1948       | Doris Hart 2/2 Barbara Scofield Davidson 2/3                | Patricia Canning Todd Helen Pedersen Rihbany 3/4            | 9–7, 6–4        |
| 1949       | Gertrude Moran Marjorie Buck 1/4                            | Nancy Chaffee Kiner Barbara Wilkins                         | 6–4, 7–5        |
| 1950       | Nancy Chaffee Kiner 1/3 Marjorie Buck 2/4                   | Helen Pedersen Rihbany 4/4 Betty Rosenquest 1/2             | 6–0, 6–1        |
| 1951       | Nancy Chaffee Kiner 2/3 Marjorie Buck 3/4                   | Betty Rosenquest 2/2 Barbara Scofield Davidson              | 6–4, 6–2        |
| 1952       | Nancy Chaffee Kiner 3/3 Patricia Canning Todd               | Helen Fletcher Patricia Ward Hales                          | 6–4, 6–4        |
| 1953       | Thelma Coyne Long Barbara Scofield Davidson 3/3             | Betty Coumbe Joan Piken                                     | 6–0, 6–1        |
| 1954       | Dorothy Watman Levine 1/2 Barbara Ward                      | Lois Felix 1/3 Katharine Hubbell 1/4                        | 6–2, 6–0        |
| 1955       | Katharine Hubbell 1/5 Ruth Jeffery Ryder 1/3                | Millicent Hirsch Lang Louise Raymond Ganzenmuller 2/2       | 6–2, 4–6, 6–4   |
| 1956       | Katharine Hubbell 2/5 Lois Felix 1/2                        | Ruth Jeffery Ryder 1/2 Marjorie Buck 1/2                    | 3–6, 6–1, 6–3   |
| 1957       | Dorothy Watman Levine 2/2 Nancy O'Connell 1/2               | Katharine Hubbell 2/4 Lois Felix 2/3                        | 6–3, 6–4        |
| 1958       | Carol Hanks Aucamp 1/4 Nancy O'Connell 2/2                  | Mildred Thornton Katharine Hubbell 3/4                      | 9–7, 4–6, 6–4   |
| 1959       | Katharine Hubbell 3/5 Lois Felix 2/2                        | Mrs. Arklay Richards Mrs. Pepper Frey                       | 6–2, 6–2        |
| 1960       | Marjorie Buck 4/4 Ruth Jeffery Ryder 2/3                    | Katharine Hubbell 4/4 Lois Felix 3/3                        | 9–7, 4–6, 6–2   |
| 1961       | Katharine Hubbell 4/5 Janet Hopps Adkisson                  | Marjorie Buck 2/2 Ruth Jeffery Ryder 2/2                    | 4–6, 6–1, 7–5   |
| 1962       | Belmar Gunderson Ruth Jeffery Ryder 3/3                     | Carole Wright 1/2 Mary Louise Christian                     | 6–8, 6–4, 6–2   |
| 1963       | Mary Ann Eisel Curtis 1/5 Carol Hanks Aucamp 2/4            | Carole Wright 2/2 Lena Greene                               | 6–2, 6–2        |
| 1964       | Mary Ann Eisel Curtis 2/5 Katharine Hubbell 5/5             | Belmar Gunderson Betty Swanson                              | 6–3, 6–3        |
| 1965       | Mary Ann Eisel Curtis 3/5 Carol Hanks Aucamp 3/4            | Karen Hantze Susman Nancy Richey                            | 9–7, 4–6, 6–2   |
| 1966       | Billie Jean King 1/6 Rosemary Casals 1/6                    | Carol Hanks Aucamp Justina Bricka Horwitz                   | 3–6, 6–4, 6–2   |
| 1967       | Mary Ann Eisel Curtis 4/5 Carol Hanks Aucamp 4/4            | Billie Jean King Judy Dixon                                 | 6–4, 1–6, 6–2   |
| 1968       | Billie Jean King 2/6 Rosemary Casals 2/6                    | Mary Ann Eisel Curtis 1/2 Kathy Harter                      | 6–2, 6–2        |
| 1969       | Mary Ann Eisel Curtis 5/5 Valerie Ziegenfuss                | Patti Hogan Fordyce Peggy Michel                            | 6–1, 6–3        |
| 1970       | Jane Bartkowicz Nancy Richey                                | Mary Ann Eisel Curtis 2/2 Valerie Ziegenfuss                | 8–6, 6–4        |
| 1971       | Mary-Ann Eisel Valerie Ziegenfuss                           | Judy Tegart Dalton Jane Bartkowicz                          | 2–6, 6–2, 6–3   |
| 1972       | Rosie Casals Virginia Wade                                  | Judy Tegart-Dalton Françoise Dürr                           | 2–6, 6–3, 7–6   |
| 1973       | Marina Krošina Ol'ga Morozova                               | Evonne Goolagong Cawley Janet Young                         | 6–2, 6–4        |
| 1974       | Non disputato                                               | Non disputato                                               | Non disputato   |
| 1975       | Billie Jean King 4/6 Rosemary Casals 4/6                    | Martina Navrátilová Chris Evert                             | 6–3, 6–4        |
| 1976       | Rosemary Casals 5/6 Françoise Dürr                          | Betty Stöve 1/2 Virginia Wade                               | 6–0, 6–4        |
| 1977       | Rosie Casals Martina Navrátilová                            | Mima Jaušovec Virginia Ruzici                               | 6–2, 6–1        |
| 1978       | Kerry Melville Reid Wendy Turnbull 1/2                      | Ilana Kloss Lesley Hunt                                     | 6–3, 6–3        |
| 1979       | Billie Jean King 5/6 Martina Navrátilová 1/4                | Betty Stöve 2/2 Wendy Turnbull 1/2                          | 6–4, 7–6        |
| 1980       | Ann Kiyomura Candy Reynolds                                 | Anne Smith Paula Smith                                      | 6–3, 4–6, 6–1   |
| 1981       | Martina Navrátilová 2/4 Pam Shriver 1/3                     | Rosemary Casals Wendy Turnbull 2/2                          | 6–3, 7–6        |
| 1982       | Rosemary Casals 6/6 Wendy Turnbull 2/2                      | Barbara Potter 1/2 Sharon Walsh                             | 3–6, 7–6, 6–4   |
| 1983       | Billie Jean King 6/6 Sharon Walsh                           | Kathy Jordan Barbara Potter 2/2                             | 3–6, 6–3, 6–4   |
| 1984       | Martina Navrátilová 3/4 Pam Shriver 2/3                     | Jo Durie Ann Kiyomura                                       | 6–4, 6–3        |
| 1985       | Martina Navrátilová 4/4 Pam Shriver 3/3                     | Marcella Mesker Elizabeth Smylie 1/2                        | 7–5, 6–2        |
| 1986       | Kathy Jordan Elizabeth Smylie                               | Hana Mandlíková Helena Suková                               | 6–3, 7–5        |
| 1987       | Gigi Fernández Lori McNeil 1/2                              | Betsy Nagelsen Elizabeth Smylie 2/2                         | 6–1, 6–4        |
| 1988- 2000 | Non disputato                                               | Non disputato                                               | Non disputato   |
| 2001       | Amanda Coetzer Lori McNeil 2/2                              | Janet Lei Wynne Prakusya                                    | 6–3, 2–6, 6–0   |